# Reijo Mäki

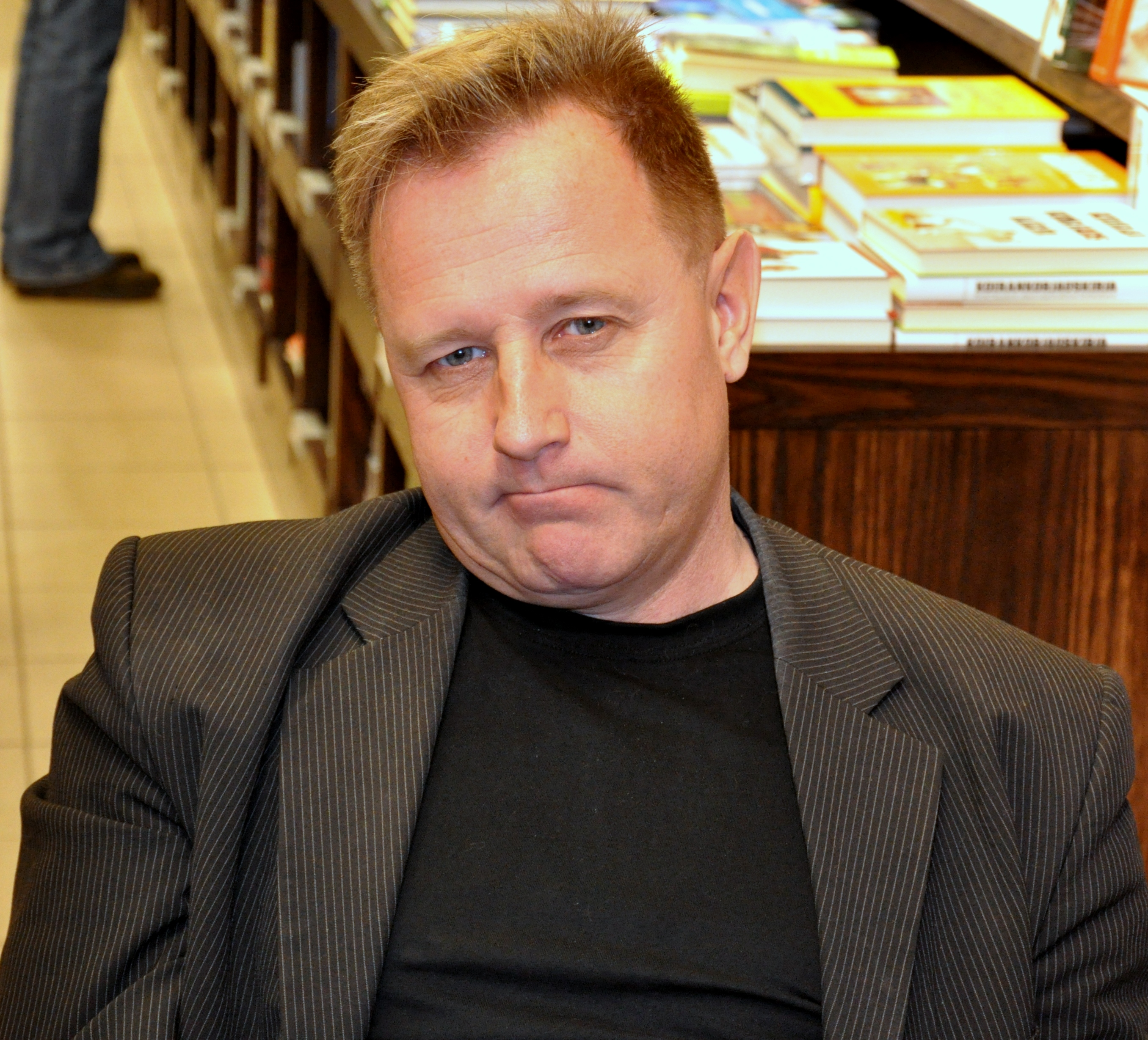
Reijo Mäki (2009)

Reijo Juhani Mäki (* 12. Oktober 1958 in Siikainen) ist ein finnischer Krimiautor.

## Leben
Während seines Studiums arbeitete Mäki als Holzhacker, Werftarbeiter, Türsteher und als Ticket-Verkäufer in der Stockholmer U-Bahn. Nach Abschluss des Studiums an der Wirtschaftsuniversität Turku war Reijo Mäki im Bankbereich tätig. Bereits während seines ersten Berufsjahres fing er an zu schreiben. Sein Debütroman „Enkelipöly“ erschien 1985. Nach zehn Berufsjahren entschied sich Mäki, der Bankwelt den Rücken zu kehren. Mäki veröffentlicht etwa im Jahrestakt ein Buch. Neben Romanen schreibt er auch Novellen und Zeitungskolumnen.
Bekannt ist er vor allem als Schöpfer der Figur des Turkuer Privatdetektivs Jussi Valtteri Vares. In Finnland sind bisher 18 Romane um den hartgesottenen Ermittler-Junggesellen mit dem Schmuddel-Image erschienen, von denen die meisten im Unterwelt- und Kneipenmilieu der Stadt Turku angesiedelt sind. Die erste deutsche Übersetzung erschien 1996 („Die Strumpfbandnatter“). 2004 kam die erste Verfilmung eines Vares-Romans in die finnischen Kinos („Vares – yksityisetsivä“). Seit 2006 ist der Film, der auf dem Roman „Die gelbe Witwe“ basiert, auch in Deutschland auf DVD erhältlich.

## Bibliographie
In Finnland erschienen
Romane:
- Vares
  - Moukanpeli. Hämeenlinna: Karisto, 1986. ISBN 951-23-2308-7.
  - Satakieli lauloi yöllä. Espoo: Weilin+Göös, 1987. ISBN 951-35-4171-1.
  - Marraskuu on musta hauta. Jyväskylä, Helsinki: Gummerus, 1988. ISBN 951-20-3279-1.
  - Sukkanauhakäärme. Helsinki: Otava, 1989. ISBN 951-1-10621-X.
  - Jäätynyt enkeli. Helsinki: Otava, 1990. ISBN 951-1-11401-8.
  - Kuoleman kapellimestari. Helsinki: Otava, 1991. ISBN 951-1-11813-7.
  - Vares ja kaidan tien kulkijat. Hyvinkää: Book Studio, 1992. ISBN 951-611-519-5.
  - Enkelit kanssasi. Helsinki: Otava, 1995. ISBN 951-1-13830-8.
  - Pimeyden tango. Helsinki: Otava, 1997. ISBN 951-1-14985-7.
  - Pahan suudelma. Helsinki: Otava, 1998. ISBN 951-1-15543-1.
  - Keltainen leski. Helsinki: Otava, 1999. ISBN 951-1-16246-2.
  - Mullan maku. Helsinki: Otava, 2000. ISBN 951-1-16867-3.
  - Kolmastoista yö. Helsinki: Otava, 2001. ISBN 951-1-17595-5.
  - Black Jack. Helsinki: Otava, 2003. ISBN 951-1-18882-8.
  - Huhtikuun tytöt. Helsinki: Otava, 2004. ISBN 951-571-037-5.
  - Nuoruustango. Helsinki: Otava, 2005. ISBN 951-1-20486-6.
  - Hard Luck Cafe. Helsinki: Otava, 2006. ISBN 951-1-21157-9.
  - Uhkapelimerkki. Helsinki: Otava, 2007. ISBN 978-951-1-22088-6.
  - Lännen mies. Helsinki: Otava, 2008. ISBN 978-951-1-23036-6.
  - Valkovenäläinen. Helsinki: Otava, 2009. ISBN 978-951-1-23834-8.
  - Kolmijalkainen mies. Helsinki: Otava, 2010. ISBN 978-951-1-24360-1.
  - Mustasiipi. Helsinki: Otava, 2011. ISBN 978-951-1-25495-9.
  - Sheriffi. Helsinki: Otava, 2012. ISBN 978-951-1-26321-0.
  - Intiaani. Helsinki: Otava, 2013. ISBN 978-951-1-27390-5.
  - Cowboy. Helsinki: Otava, 2014. ISBN 978-951-1-28217-4.
  - Tulivuori. Helsinki: Otava, 2015. ISBN 978-951-1-29066-7.
  - Hot Dog. Helsinki: Otava, 2016. ISBN 978-951-1-29891-5.
  - Kakolan kalpea. Helsinki: Otava, 2017. ISBN 978-951-1-31382-3.
  - Gekko. Helsinki: Otava, 2018. ISBN 978-951-1-32780-6.
  - Tolvana. Helsinki: Otava, 2019. ISBN 978-951-1-34110-9.

In Deutschland erschienen
- Die Strumpfbandnatter Sukkanauhakäärme, Übersetzung von Andreas Ludden, Pettersson 1996, ISBN 3-930704-04-8
- Der vierte Musketier Enkelit kanssasi, Übersetzung von Bernd Lüecke, 2003, Piper Nordiska, ISBN 978-3-492-05247-4
- Tango Negro Pimeyden Tango, Übersetzung von Bernd Lüecke, 2006, Piper Nordiska, ISBN 978-3-492-05248-1
- Die gelbe Witwe Keltainen leski, Übersetzung von Sanna Klempow und Bernd Lüecke, 2008, Piper Nordiska, ISBN 978-3-492-05217-7

## Verfilmungen
- 2004: Vares – yksityisetsivä
- 2011: Vares – Pahan suudelma
- 2011: Vares – Huhtikuun tytöt
- 2011: Vares – Sukkanauhakäärme
- 2012: Vares – Kaidan tien kulkijat
- 2012: Vares – Uhkapelimerkki
- 2012: Vares – Pimeyden tango
- 2015: Vares – Sheriffi